# هندرسون فورسيث
هندرسون فورسيث (بالإنجليزية: Henderson Forsythe)‏ مواليد 11 سبتمبر 1917 في ميكون، الولايات المتحدة - الوفاة 17 أبريل 2006 في ويليامزبرغ، الولايات المتحدة، هو ممثل أمريكي بدأ مسيرته الفنية سنة 1950. فاز بجائزة توني. امتدت مسيرته الفنية لأكثر من 49 عاما. من أعماله سيلكوود.

## روابط خارجية
- هندرسون فورسيث على موقع IMDb (الإنجليزية)
- هندرسون فورسيث على موقع ميوزك برينز (الإنجليزية)
- هندرسون فورسيث على موقع قاعدة بيانات برودواي على الإنترنت (الإنجليزية)
- هندرسون فورسيث على موقع قاعدة بيانات الفيلم (الإنجليزية)